# STS-55
STS-55 (englisch: Space Transportation System 55) ist eine Missionsbezeichnung für das US-amerikanische Space Shuttle Columbia (OV-102) der NASA. Der Start erfolgte am 26. April 1993. Es war die 55. Space-Shuttle-Mission und der 14. Flug der Raumfähre Columbia.

## Mannschaft

### Hauptmannschaft
- Steven Nagel (4. Raumflug), Kommandant
- Terence Henricks (2. Raumflug), Pilot
- Jerry Ross (4. Raumflug), Missionsspezialist
- Charles Precourt (1. Raumflug), Missionsspezialist
- Bernard Harris (1. Raumflug), Missionsspezialist
- Ulrich Walter (1. Raumflug), Nutzlastspezialist (DLR)  Deutschland
- Hans Schlegel (1. Raumflug), Nutzlastspezialist (DLR)  Deutschland

Nagel und Ross waren bereits bei der Mission STS-37 gemeinsam im All gewesen.

### Ersatz
- Renate Brümmer  Deutschland und Gerhard Thiele  Deutschland für Schlegel und Walter

## Missionsüberblick
STS-55 ist im deutschsprachigen Raum besser bekannt als die zweite Deutsche Spacelab-Mission D-2, die acht Jahre nach dem ersten Flug (D1 mit STS-61-A) durchgeführt wurde. Während die Beteiligten die wissenschaftlichen Erfolge lobten, kritisierten außenstehende Wissenschaftler die hohen Kosten und hielten viele Experimente für unnütz.
Trotz der Bezeichnung war der Flug international: die insgesamt 88 wissenschaftlichen Versuche wurden neben dem DLR von der NASA, der ESA sowie der französischen und japanischen Raumfahrtbehörde erstellt. Die Besatzung arbeitete in zwei Schichten rund um die Uhr.
Der Start war für den Februar 1993 geplant, wurde jedoch mehrfach verschoben. Am 22. März musste der Start drei Sekunden vor dem Abheben abgebrochen werden, als die Haupttriebwerke bereits gezündet hatten. Die Computer zeigten an, dass eines der drei Triebwerke nicht den vollen Schub entwickelte. Alle drei Triebwerke wurden ausgetauscht. Der Startversuch am 26. April war dann endlich erfolgreich.
Im Verlauf der Mission wurden 88 Experimente aus den Bereichen Lebenswissenschaften, Materialforschung, Technologie, Erderkundung, Astronomie und Atmosphärenphysik im Spacelab durchgeführt. Das aus Europa stammende Modul war bestückt mit dem Anthrorack (Humanmedizinische Versuche an Astronauten), dem Biolabor (Biologische Versuche), dem Werkstofflabor und weiteren Versuchsanlagen. Viele Experimente bauten auf denen der D1-Mission auf, waren jedoch zum Beispiel durch genauere Messverfahren verbessert worden.
Durch den Astronauten und Mediziner Bernard Harris wurde erstmals im Weltraum einem Astronauten (Hans Schlegel) ein intravenöser Zugang gelegt, durch den eine Kochsalzlösung injiziert wurde. Dies war Teil einer Studie, die das Ersetzen von aufgrund von Anpassung an die Schwerelosigkeit verlorener Flüssigkeit erforschen sollte. Andere Crewmitglieder nahmen daran ebenfalls teil.
Viel beachtet war das Experiment ROTEX, bei dem ein mit künstlicher Intelligenz gesteuerter Roboterarm einen frei fliegenden Körper fangen sollte. Dazu musste die Sensorik dessen Flugbahn erkennen und einen möglichen Kontaktpunkt berechnen. Im zweiten Anlauf klappte der Versuch. Außerdem verrichtete der Robotarm weitere simulierte Montagearbeiten mit hoher Genauigkeit. Zusätzlich wurden verschiedene Experimente von der Erde aus überwacht und gesteuert, was unter dem Fachbegriff Telemanipulation bzw. Telerobotik zusammengefasst wurde.
Weitere Untersuchungen fanden auf materialwissenschaftlichem Gebiet statt. Mit dem Ellipsoid-Spiegelofen, einem Gradientenofen sowie mehreren Präzisionsthermostaten wurden die weltweit größten Galliumarsenidkristalle gezüchtet und neue Materialien erschmolzen. Auch für die Flüssigkeitsphysik war ein spezielles Experimentiermodul an Bord. Biologische Proben wurden auf ihre Reaktion gegenüber kosmischer und ultravioletter Strahlung untersucht. Außerdem wurde an Kressepflanzen festgestellt, dass die Schwerkraftwahrnehmung von Pflanzen offensichtlich anders funktioniert als bisher angenommen. Weitere biologische Experimente betrafen die Elektrozellfusion, Zellkultivierung und zoologische Untersuchungen. Im Mittelpunkt der medizinischen Tests standen Blutdruck und -zusammensetzung, Reflexmessungen, die Analyse des Atemgases, die Strahlenbelastung an Bord der Raumfähre und Herz-Kreislauf-Untersuchungen bei verschiedenen körperlichen Belastungen. Dazu befanden sich auch ein Fahrradergometer und ein Unterdruckanzug an Bord.
Mit dem Modularen Optoelektronischen Multispektral-Scanner (MOMS) wurden Aufnahmen der Erdoberfläche gemacht. U. a. wurde im Auftrag der UNO das Territorium von Kambodscha fotografiert, um neue Grenzfestlegungen vornehmen zu können. Für astronomische Beobachtungen befand sich eine galaktische Weitwinkelkamera auf einer Palette außerhalb des Spacelab.
Wegen des sparsamen Energieeinsatzes konnte die Mission um einen Tag verlängert werden. In dieser Zeit wurden einige Experimente wiederholt oder ergänzt. Im Verlaufe des Fluges nahm die Besatzung der Columbia mehrfach Kontakt zur russischen Raumstation Mir sowie zu Schulen und Funkamateuren in Deutschland auf (Experiment SAREX II).
Die Landung musste aufgrund schlechten Wetters im Kennedy Space Center am Cape Canaveral zur Edwards Air Force Base in Kalifornien umgeleitet werden.